# Berthold (Michaelbeuern)
Berthold OSB (* vor 1200; † 1242 in Salzburg) war ein salzburgischer römisch-katholischer Geistlicher.
Berthold, ein Verwandter des Salzburger Erzbischofs Eberhard von Regensberg, war im 2. Viertel des 13. Jahrhunderts in Folge Abt von vier Benediktinerabteien. Nachdem er von 1224 bis 1229 als Abt der salzburgischen Benediktinerabtei Michaelbeuern regiert hatte, wurde er 1229 als Abt an die Abtei Niederaltaich berufen, das im Jahr zuvor in eine Fehde über die Vogteigewalt hineingeraten und von den streitenden Parteien geplündert worden war. Noch in demselben Jahr wurde er seitens der Benediktinerabtei St. Blasius zu Admont zum Abt gewählt, 1230 erwirkte Erzbischofs Eberhard für die ihn begleitenden Äbte Berthold von Admont und Simon von Sankt Peter in Salzburg auf dem Italienzug Herzog Leopolds VI., der dem Versöhnungsversuch zwischen Kaiser Friedrich II. und Papst Gregor IX. galt, von letzterem das Privileg, die Inful zu führen. Zugleich erteilte Papst Gregor Abt Berthold zusammen mit dem Abt von Stift Viktring den Auftrag, den Herzog von Kärnten, Bernhard von Spanheim, zur Rückgabe von Gütern an das Stift Sankt Paul im Lavanttal zu veranlassen. 1231 wurde er nach dem Tode von Abt Simon dessen Nachfolger an Abtei Sankt Peter in Salzburg, wo er bis zum Jahr 1242 regierte.